# Vytenis

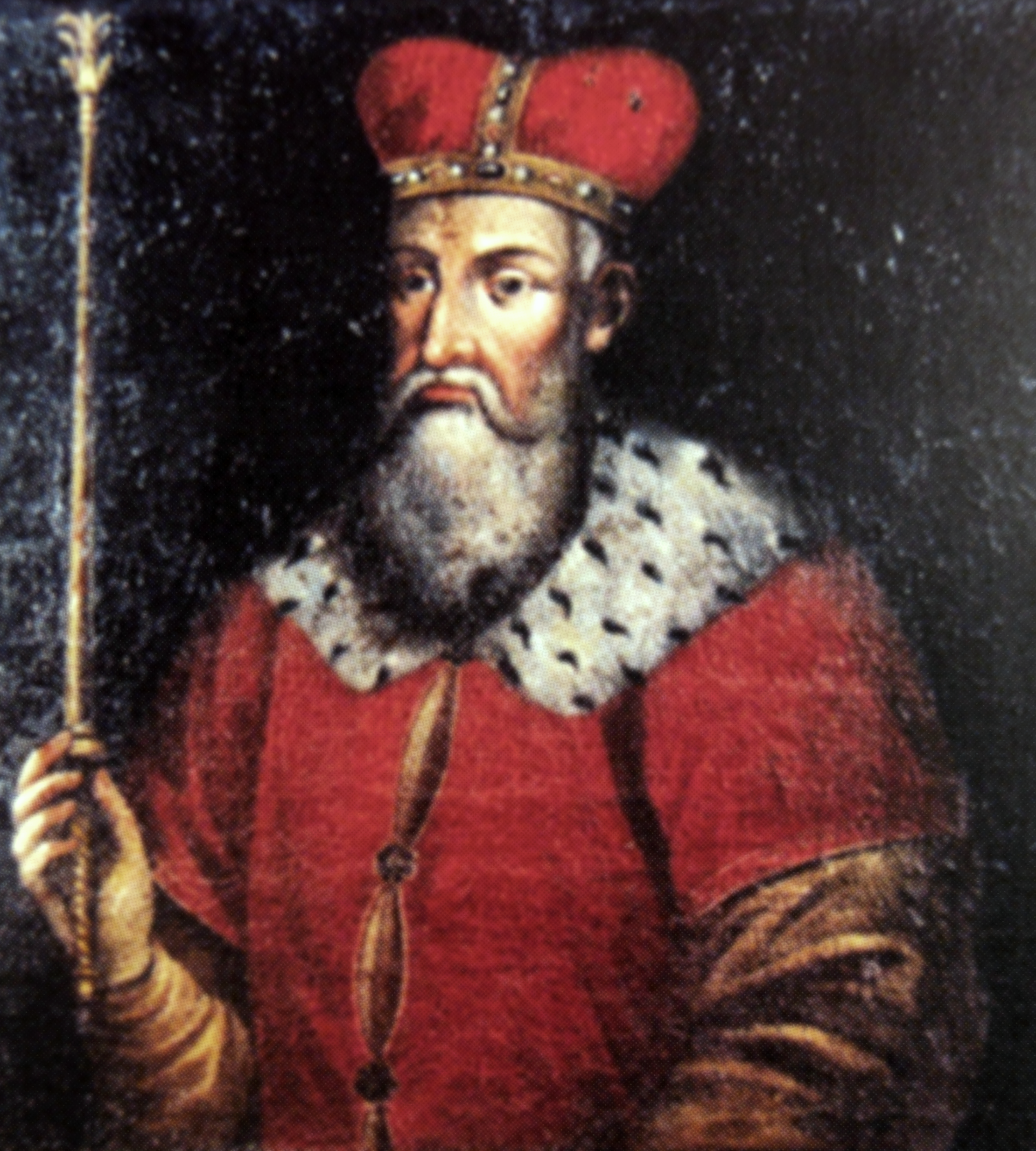
Vytenis, Großfürst Litauens (Historienporträt)

Vytenis († 1316) war ab 1295 Großfürst von Litauen. Als Sohn des Großfürsten Butvydas (auch: Pukuwer, Pukuveras) wurde er schon früh zur Übernahme der Herrschaft vorbereitet.

## Leben
Vytenis regierte in Zeiten, als Litauens Großfürsten in intensive Auseinandersetzungen mit dem Deutschen Orden, Polen, und den ruthenischen Fürstentümern der ehemaligen Kiewer Rus verwickelt waren.
Vytenis unternahm noch als Kronprinz eine Invasion mit 800 Kriegern (vytis) in Masowien und erreichte sogar Łęczyca. Während seines Kriegs mit dem livländischen Ordenszweig des Deutschen Ordens nutzte Vytenis eine schwerwiegende Auseinandersetzung zwischen dem Orden und dem Erzbischof von Riga aus, seine eigenen Ziele zu verfolgen (Vytenis stationierte 1298 aufgrund einer Bitte des Erzbischofs eine Streitmacht von 1000 Kriegern in Riga).
1311 wurde sein Heer bei Woplauken durch Deutsche Ordensritter unter Heinrich von Plötzke vernichtend geschlagen, 3.000 seiner Soldaten sollten dabei umgekommen sein.
Um 1312 lud Vytenis Franziskaner nach Litauen ein. Es wird vermutet, dass damals in Vilnius die erste katholische Kirche errichtet wurde. Jüngere archäologische Forschungen zeugen davon, dass aus Vilnius schon während Vytenis’ Regierungszeit aus einer kleinen Siedlung von Ackerbürgern und Händlern eine Stadt wurde.
Die neuere Forschung vermutet zudem, dass während der Regierungszeit von Vytenis Gediminas schon eine bedeutende Stellung im litauischen Reich einnahm, weswegen ebendieser und nicht der legitime Sohn Vytenis’, Žvelgaitis, nach dem Tod seines Vaters zum Großfürsten gekürt wurde.